# Trung tâm nghiên cứu chế tạo tên lửa vũ trụ Progress
Trung tâm nghiên cứu tên lửa vũ trụ Tiến bộ-Progress Rocket Space Centre (tiếng Nga: Ракетно-космический центр «Прогресс»), trước đây là TsSKB-Progress (tiếng Nga: ЦСКБ-Прогресс), là một công ty cổ phần của Nga trực thuộc Roscosmos State Corporation có nhiệm vụ nghiên cứu khoa học không gian và hàng không vũ trụ. Viện thiết kế Tiến bộ là cơ quan đã phát triển tên lửa Soyuz-FG nổi tiếng, sử dụng để đưa tàu vũ trụ có người lái lên quỹ đạo, cũng như là tên lửa đẩy Soyuz-U sử dụng để đưa tàu thăm dò không người lái lên quỹ đạo.

## Tổng quan
Trung tâm nghiên cứu Progress là nơi phát triển và sản xuất tên lửa đẩy Soyuz FG cho các sứ mệnh đưa tàu không gian có người lái lên quỹ đạo, và tên lửa Soyuz-U cho sứ mệnh đưa vệ tinh lên quỹ đạo. Các hoạt động phóng tên lửa thương mại của những dòng tên lửa này hiện do công ty Starsem thực hiện. TsSKB-Progress cũng tham gia chế tạo vệ tinh bao gồm dòng vệ tinh nghiên cứu Foton và Foton-M, vệ tinh quân sự Yantar và vệ tinh Resurs DK.
Nhà máy sản xuất chính của công ty đặt tại Samara, Nga. Cơ sở gồm có viện nghiên cứu trực thuộc, nhà máy chế tạo tên lửa mang tên Tiến bộ sản xuất R-7, và phòng thiết kế KB Foton. Có khoảng 25.000 nhân viên làm việc trong Nhà máy chế tạo tên lửa Tiến bộ; được chia theo ca làm việc, trong số đó luôn có 5000 nhân viên làm việc trên dây chuyền sản xuất tên lửa và vệ tinh, và 360 nhân viên làm việc trên dây chuyền sản xuất tên lửa R-7. Sau khi Liên Xô tan rã, Nhà máy đã sản xuất thêm cả máy móc cơ khí, rượu vodka và đồ ngọt.

## Lịch sử ra đời
Vào năm 1941, Nhà máy chế tạo máy bay số 1 được chuyển từ Moskva về thành phố Samara, gần sông Volga. Tiền thân của nhà máy là Nhà máy Dooks chuyên chế tạo xe đạp, xe máy và các phương tiện khác, được thành lập từ năm 1917. Trước chiến tranh thế giới thứ 2 nhà máy đã sản xuất một vài mẫu máy bay khi nhà máy vẫn còn đặt tại Moskva, bao gồm Mikoyan-Gurevich MiG-3. Trong thời chiến, nhà máy đã sản xuất các máy bay cường kích Ilyushin Il-2 và Ilyushin Il-10. Năm 1946, nhà máy bắt đầu sản xuất máy bay tiêm kích Mikoyan-Gurevich MiG-9 và Mikoyan-Gurevich MiG-15, và từ năm 1954, nhà máy bắt đầu sản xuất máy bay ném bom Tupolev Tu-16.
Ngày 2/2/1958, chính phủ Liên Xô ra quyết định giao cho Nhà máy chế tạo máy bay số 1 bắt đầu chế tạo tên lửa R-7 Semyorka.
Viện thiết kế đặc biệt trung ương (TsSKB) đã được thành lập vào ngày 30/6/1974. Dmitri Kozlov, kỹ sư trưởng thiết kế dòng tên lửa R-7 và là kỹ sư trưởng tại ОКB-1, được chỉ định làm giám đốc của TsSKB từ ngày 6/7/1983.
Ngày 12/4/1996, Viện thiết kế đặc biệt trung ương (tiếng Nga: Центральное специализированное конструкторское бюро), TsSKB, và nhà máy chế tạo tên lửa Tiến bộ Samara đã hợp nhất thành TsSKB-Tiến bộ.
Năm 2003, A.N. Kirilin được chỉ định làm giám đốc thiết kế của "TsSKB-Progress", và D.I. Kozlov trở thành giám đốc thiết kế danh dự của Trung tâm nghiên cứu tên lửa vũ trụ Progress.

## Các tên lửa do TsSKB-Progress chế tạo
- Molniya-M
- Rus-M
- Soyuz FG
- Soyuz-U
- Soyuz-U2
- Soyuz-1
- Soyuz-2